# St. Martin (Inching)

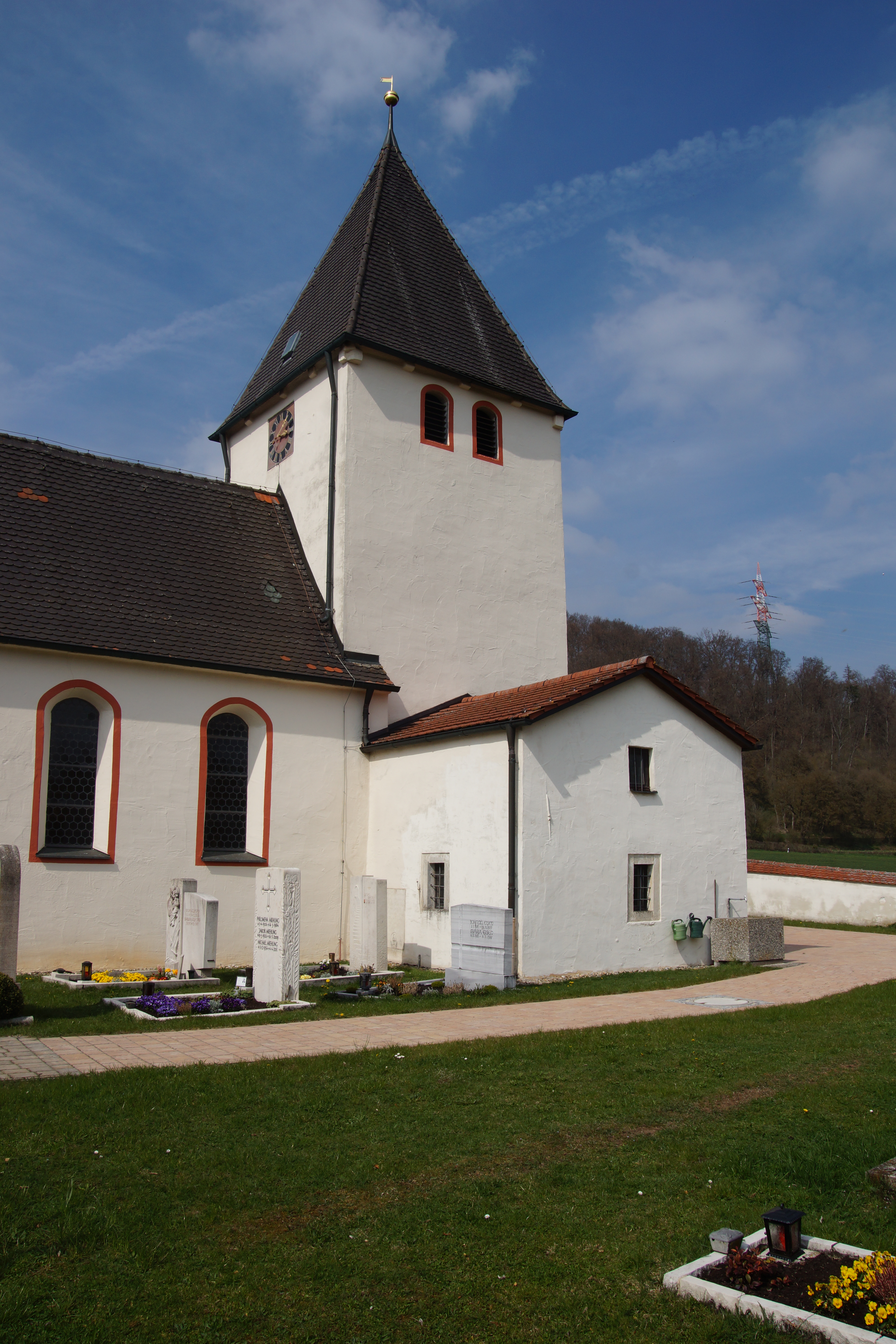
St. Martin in Inching

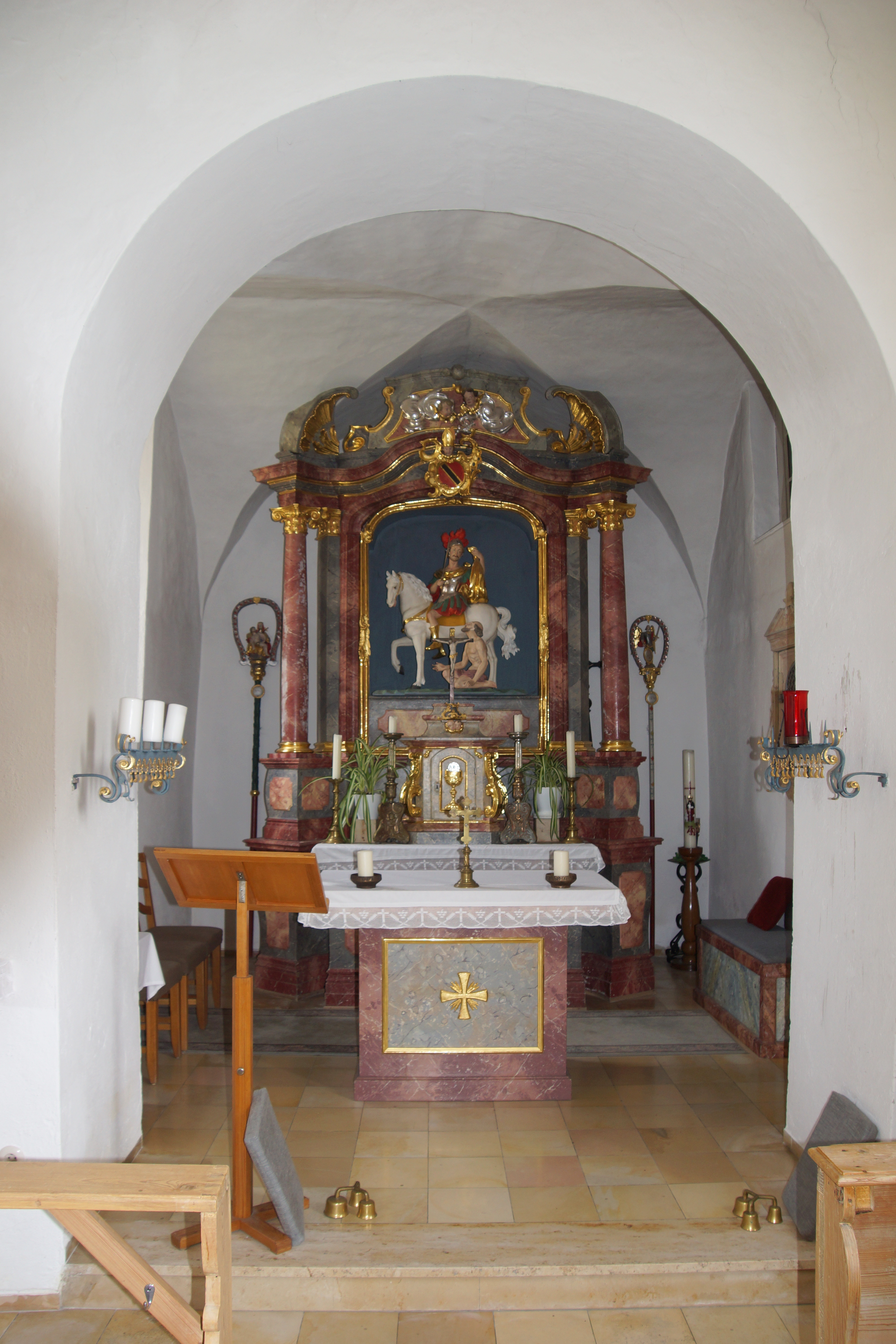
Altarraum

St. Martin in Inching in der Gemeinde Walting im oberbayerischen Landkreis Eichstätt ist eine unter Denkmalschutz stehende römisch-katholische Filialkirche des Bistums Eichstätt.

## Geschichte
Die Kirche wurde 1260 zum ersten Mal urkundlich erwähnt, als Bischof Engelhard die Kirche dem Eichstätter Domkapitel inkorporierte. Erbaut wurde sie vermutlich unter dem Patronat Heinrichs III. im 11. Jahrhundert, wobei der Turm als Fluchtturm ausgeführt wurde und auch heute noch nur einen kleinen Zugang über den Dachboden der Kirche hat. Das Erdgeschoss des Turms ist der nach Osten gewandte Altarraum. Da die Kirche nie umgebaut und neu geweiht wurde, dürfte sie in den wesentlichen Teilen noch aus dem 11. Jahrhundert stammen, ebenso die Altarsteine der Seitenaltäre. 

## Baubeschreibung
Laut Liste der Baudenkmäler in Walting ist die katholische Kirche St. Martin eine mittelalterliche Chorturmanlage. Die Saalkirche mit Steildach wurde im 18. Jahrhundert barock verändert.

## Ausstattung
Der Innenraum wurde mit Ausnahme des Turms im Barock umgestaltet und barockisiert, die Fenster wurden vergrößert, die Eingangssituation wurde verändert. Den Hochaltar aus dem späten Rokoko ziert das Wappen des Dompropstes und Weihbischofs Franz Heinrich Wendelin von Kageneck (1704–1781). Alter und Herkunft der Reiterstatue des heiligen Martin ist nicht bekannt. Die Orgel wurde etwa 1730 erbaut und ist nach der Restaurierung heute noch spielbar. 
1970 wurde die in der Regel verschlossene Kirche behutsam renoviert und ein neues Leichenhaus angebaut. Die Deckenbilder und Medaillons sind ein Beispiel der Neuen Sachlichkeit in der Malerei und stammen von dem Münchner Maler Franz Klemmer. Dabei integrierte der Maler damalige Dorfbewohner. „Von links nach rechts dürften dies sein: Friedrich Adlkofer …, Gerhard und Elisabeth Böhm, Friedl Ullmann, Theresia Pflieger, Anton Feyerle, ein Knecht der Familie Beck und Walburga Feyerle“. „Im kleinen Mädchen rechts wusste sich die inzwischen verstorbene Mesnerin Rosa Glöckl mit ihrer großen Schwester Katharina dargestellt, … Im knienden Mann … Johann Pflieger …“